# Завет (ТВ серија)
Завет (тур. Çoban yıldızı) турска је телевизијска серија, снимана 2017.
У Србији je 2017. и 2018. приказивана на телевизији Пинк.

## Радња
Фикрет Каракаја богат је, изузетно утицајан и моћан човек који, упркос томе што је увелико загазио у треће доба, жели да се ожени младом девојком. Управо зато је бацио око на младу и јогунасту Зухре Филиз, која од своје десете године ради с мајком као надничарка у пољу. Њен отац пристаје да је да старом моћнику, али њој не пада на памет да постане супруга човека који је неколико деценија старији од ње. Зато је ноћ уочи свадбе одлучила да побегне, спремна чак и да умре за слободу ако је потребно.
У међувремену, упознала је добродушног и правичног клесара Сејита Захира, који јој је, свестан готово безизлазне ситуације у којој се нашла, понудио своју подршку. Мада се у почетку чинило да ће њих двоје бити само пријатељи, међу њима се родила љубав – Сејит је спреман да се због Зухре одрекне своје породице, дома и тла на којем је начинио своје прве кораке.
Пошто Зухре успева да побегне од несуђеног супруга, њени и Сејитови путеви укрштају се са Зекаром Каракајом, Фикретовим сином. Он живи у Истанбулу, где са сином Алијем руководи ноћним клубом. Зекар се, упркос томе што код куће има супругу Сирму, на први поглед заљубљује у Зухре и не жели да одустане од ње. Не зна да је управо она девојка коју је његов отац желео за своју супругу и спреман је на све како би је учинио својом, чак и да живот Сејита и његове породице претвори у пакао. Циљ, по његовом мишљењу, оправдава средства.
Док им немилосрдни Зекар дише за вратом, Сејит и Зухре трудиће се да се изборе за своју срећу, а чиста и неискварена љубав биће њихова најсјајнија звезда водиља...

## Сезоне
| Сезона | Сезона | Број епизода (н) / (и)      | Приказивање у Турској           | Приказивање у Србији                        |
| ------ | ------ | --------------------------- | ------------------------------- | ------------------------------------------- |
|        | 1      | 17 / 55 (1 — 17) / (1 — 55) | 2. март 2017 — 22. јун 2017. () | 20. новембар 2017 — 30. јануар 2018. (Пинк) |

## Улоге
| Глумац:             | Улога:          |
| ------------------- | --------------- |
| Шукру Озјилдиз      | Сејит Захир     |
| Селин Шекерџи       | Зухре Филиз     |
| Мендерес Саманџилар | Фикрет Каракаја |
| Селим Бајрактар     | Зекар Каракаја  |
| Ајсун Метинер       | Сема Каракаја   |
| Ариф Еркин          | Мустафа Захир   |
| Тајгун Сунгар       | Али Каракаја    |
| Сахра Шаш           | Рувејда Захир   |
| Елиф Чакман         | Фикрије Гонен   |